# Labatt Brewing Company

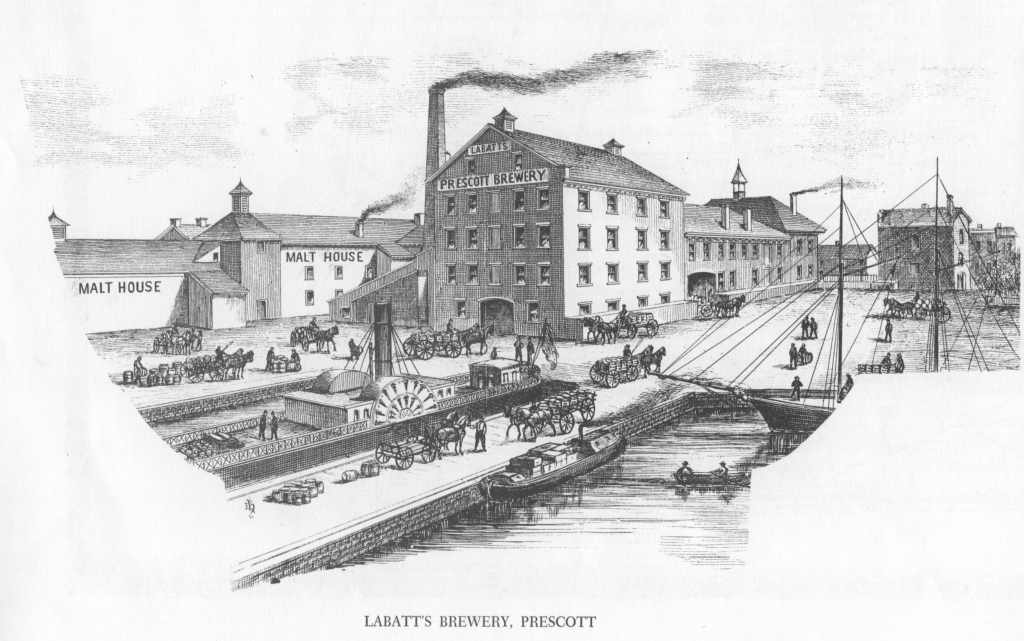
Die Labatt’s Brewery Company in Prescott, Ontario, irgendwann im 19. Jahrhundert

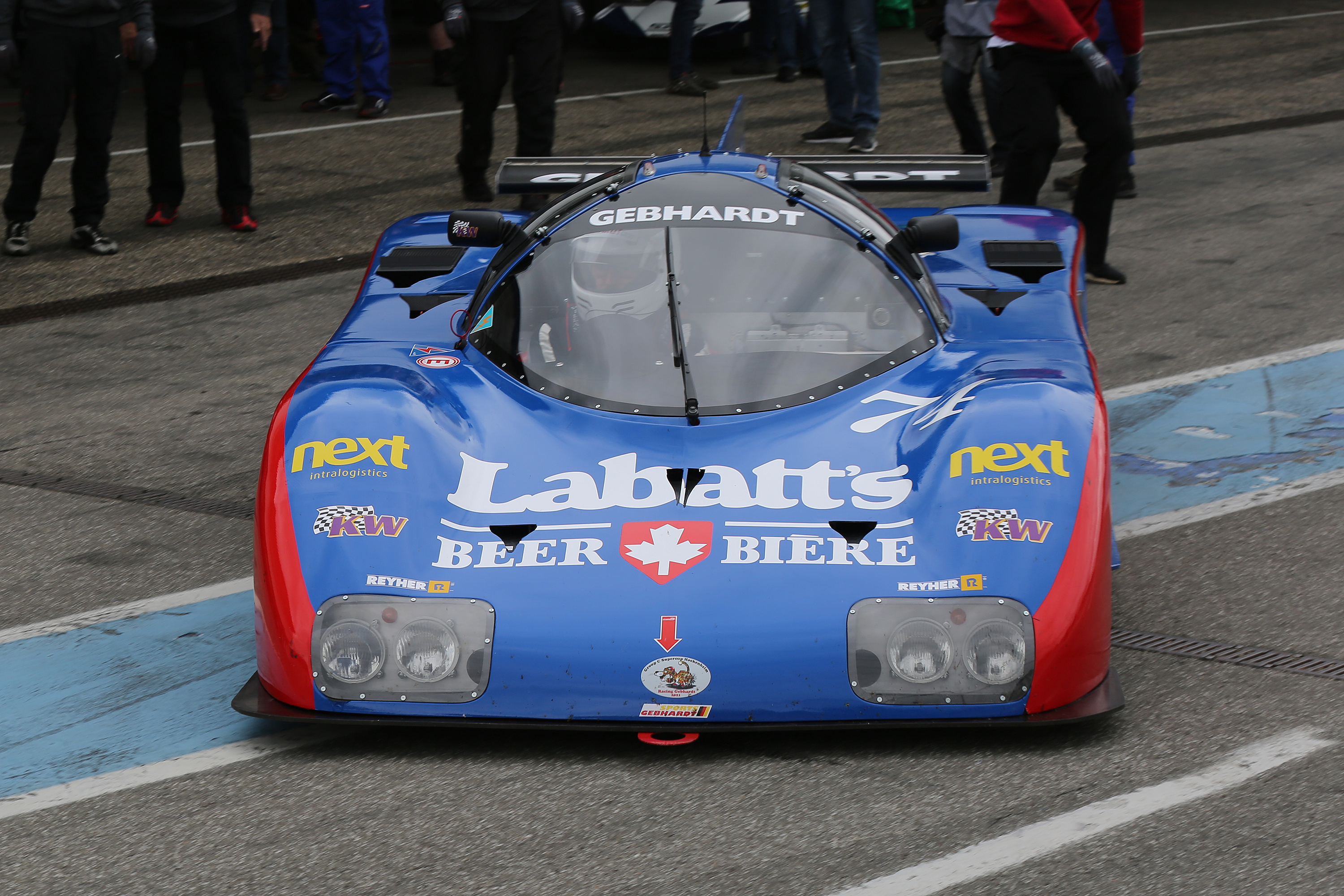
Labatt Beer als Sponsor im Motorsport

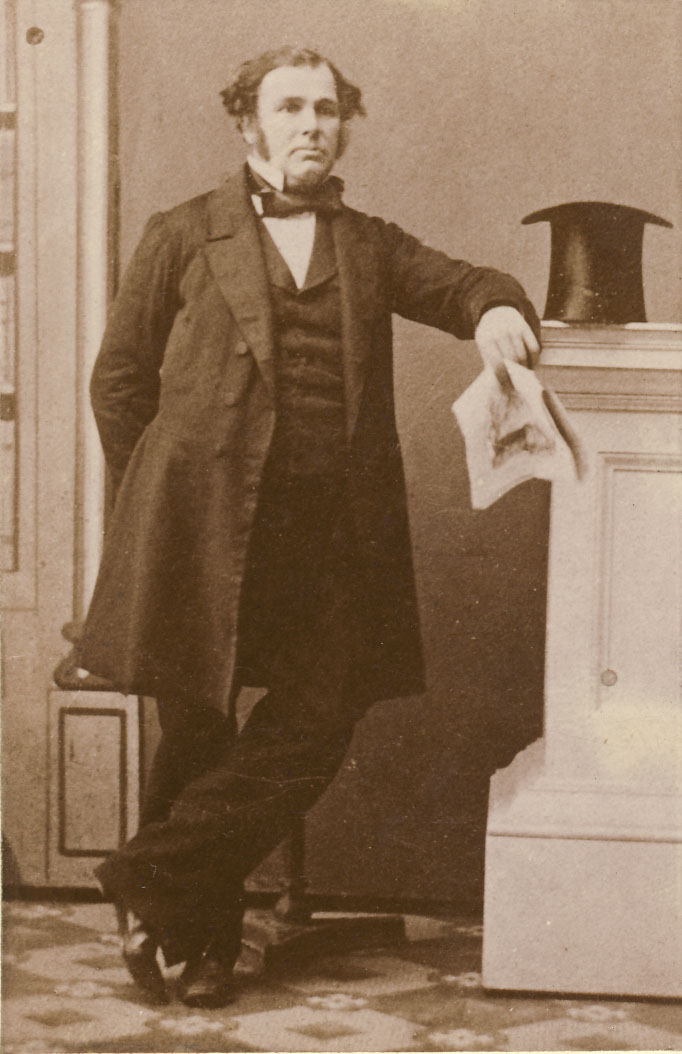
John Kinder Labatt (ca. 1864)

Labatt Brewing Company Ltd ist eine kanadische Brauerei. Sie wurde 1847 von dem irischen Einwanderer John Kinder Labatt in London (Ontario) gegründet. Die Brauerei wurde 1995 vom belgischen Konzern Interbrew (heute Anheuser-Busch InBev) übernommen.

## Geschichte
Labatt gründete die Firma, indem er die London Simcoe Street Brewery aufkaufte. 1853 war Labatt alleiniger Eigentümer und nannte die Brauerei John Labatt’s Brewery. Durch die Fertigstellung der Great Western Railway in den 1850ern exportierte die Firma nun in das ganze Land. Anfang des 20. Jahrhunderts ging die Firma an die neun Kinder von Labatt über.
1915 begann das Verbot öffentlicher Bars. 1916 wurde auch Ontario davon betroffen. Manche Provinzen verboten die Produktion von Alkohol, wohingegen andere die Produktion für den Export in die USA erlaubten. Labatts Strategie war es, sich auf den Export zu konzentrieren und ein Getränk mit weniger als zwei Prozent Alkoholgehalt herauszubringen, welches in Ontario verkauft wurde. Durch die Verbote, die bis 1926 anhielten, mussten viele Brauereien schließen, was jedoch auch die Marktstellung der Labatt Brewing Company festigte.
1945 ging die Labatt Company mit 900.000 Aktien an die Börse. 1951 startete Labatt den Verkauf des Pilsener Lagers, das unter dem Label Blue bekannt ist. Um diese Marke zu bewerben, sponsert die Firma das kanadische Footballteam Winnipeg Blue Bombers, das in der kanadischen Football-Liga (CFL) spielt.

## Das Unternehmen heute
Die Labatt Brewing Company beschäftigt über 3000 Mitarbeiter in sechs eigenen Brauereien, dem Hauptsitz in Toronto und anderen Standorten (z. B. über 20 Logistikstandorten) in Kanada. Daneben ist Labatt Eigentümer kleinerer Brauereien, welche unter eigenen Marken produzieren.
Braustandorte
- Columbia Brewery, Creston (gegr. 1959)
- Edmonton Brewery, Edmonton (gegr. 1964)
- London (Stammhaus gegr. 1847, Vorgängerbrauerei 1827)
- La Brasserie Labatt, Montréal (gegr. 1956)
- Highland Springs Brewery, Halifax (Nova Scotia) (seit 1971 bei Labatt)
- St. John’s (Neufundland) (gegr. 1956 als Bavarian Brewing Company; seit 1962 bei Labatt)